# 响尾蛇导弹
響尾蛇飛彈（法語：Crotale EDIR (Ecartométrie Différentielle Infrarouge)，直譯：響尾蛇·紅外微分測距系統）是一款短程面對空飛彈與近迫武器系統，由湯姆森-CSF生產，可用於攔截並擊毀低空飛行的敵軍飛行器、空對面飛彈。
響尾蛇飛彈系統根據安裝載具類型具有兩種型號，一款是可移动的4聯裝陸基型，另一款則是固定的8聯裝艦載型，而艦載型也可裝備於Sylver垂直發射系統A30型與A43型。

## 歷史
最初的R440響尾蛇型號可追溯至1964年，南非希望為軍隊裝備一款具有全天候作戰能力的機動防空系統。在向英國政府要求被拒後，南非轉而委託湯姆森-CSF為其開發新的武器系統，並由南非中央政府出資提供85%的開發費用。該計劃交由湯姆森-CSF於法國的電子系統部門的約翰·加利彭領導的研發團隊著手進行設計，最終在法國蘭德斯飛彈測試中心經過一系列測試後，於1971年出口第一批裝備交付給南非軍隊，並命名為仙人掌（Cactus）。同時，該系統展現出的優異性能也獲得法軍的極高評價，並因此決定為旗下陸、海軍採購20組飛彈系統。
最初的海基型響尾蛇飛彈系統包括艦載傳感器、砲塔射控系統和中央指揮系統。砲塔上的8聯裝防水發射器內各裝有1枚可立即發射的飛彈。砲塔後方還有一個可容納18發備用飛彈的彈藥艙。法軍則首先將裝載4聯裝飛彈發射器的陸基型R440響尾蛇安裝在四輪驅動軍用車上。之後為了提升機動性能，再將該系統安裝在法國AMX-30主力戰車的底盤上，並將發射器的數量增加到6聯裝，法國海軍也將該武器系統的海基型號安裝於拉法葉級巡防艦等軍艦上。日後的芬蘭陸軍亦採購了一批響尾蛇飛彈系統並著手改裝，將其安裝在XA-181裝甲運兵車上，並將發射器的數量增加到了8聯裝。

## 設計
響尾蛇飛彈系統由兩個部分組成：一輛飛彈發射車，其上裝載跟蹤雷達以及兩側的2～8聯裝飛彈發射器；另一輛雷達車則裝載能全方位監視空域的搜索雷達。雷達車可與多輛飛彈發射車的系統連接，以協同執行防空作戰。後續的響尾蛇 NG型號則可將發射器、跟蹤雷達和搜索雷達集成在單一車輛中。
該飛彈由固體火箭發動機提供推進力，可在2秒內加速至2.3馬赫的最高速度。飛彈接收主機發送的制導指令並保持在視線範圍內飛行，直到紅外近炸引信偵測到附近的目標並引爆。搜索雷達及跟蹤雷達的範圍為20公里，電視引導的有效射程則可達15公里。電視引導系統使用一般攝像機及紅外攝像機，可以同時跟蹤8個目標。跟蹤雷達可以鎖定懸停的直升機以及超過2馬赫的戰鬥機。響尾蛇飛彈系統還可以使用來自其他系統的雷達數據、光學監視數據以及來自國家防空通信系統的航拍照進行定位。早期版本的響尾蛇飛彈能夠在20秒的飛行時間內擊中8.5公里的移動目標，並具有自動指令視距制導系統，可利用雷達和紅外傳感器來定位、跟蹤目標和飛彈。

## 型號

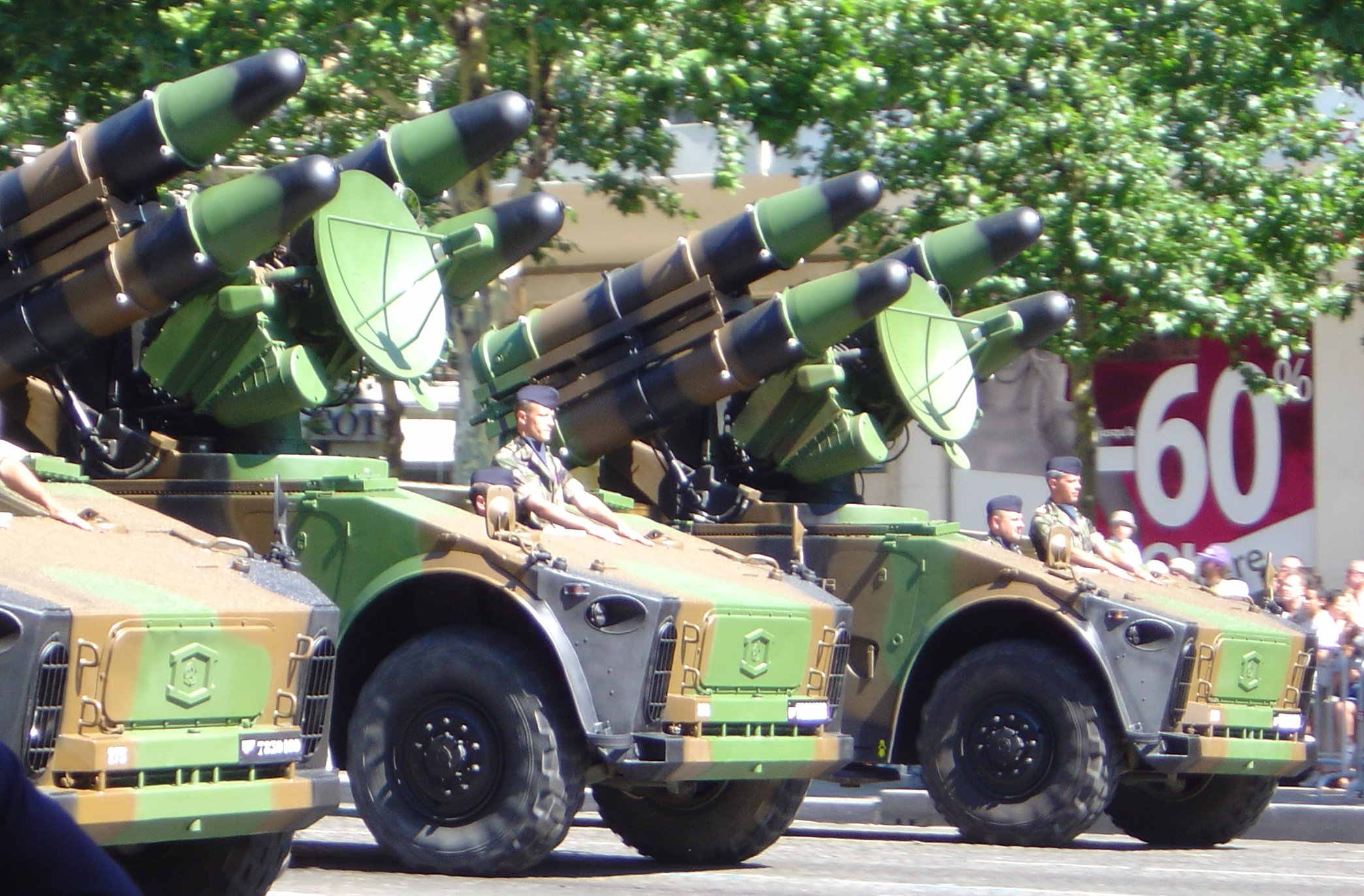
法國陸軍裝備的响尾蛇导弹。

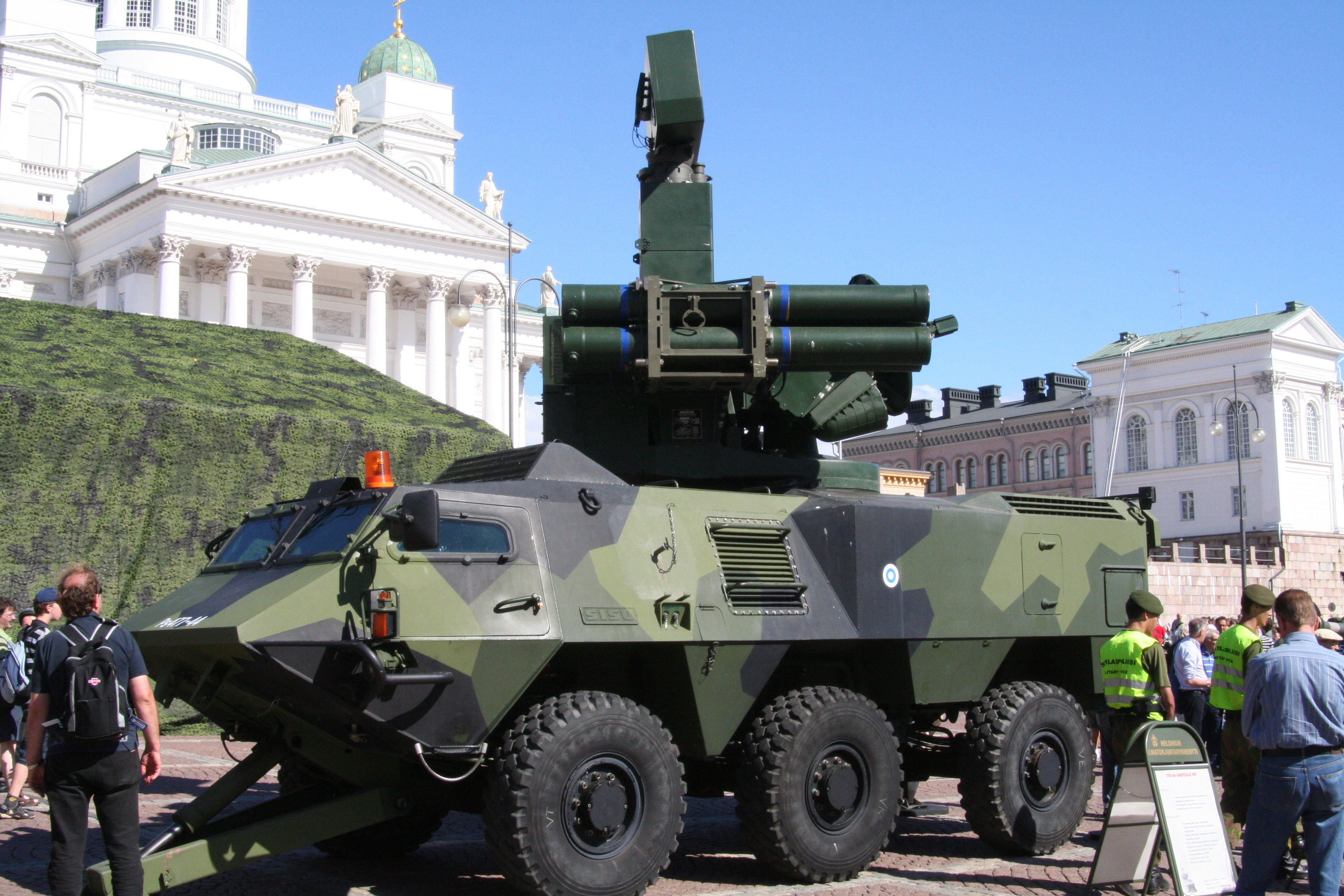
VAB裝甲車上裝備的响尾蛇导弹。

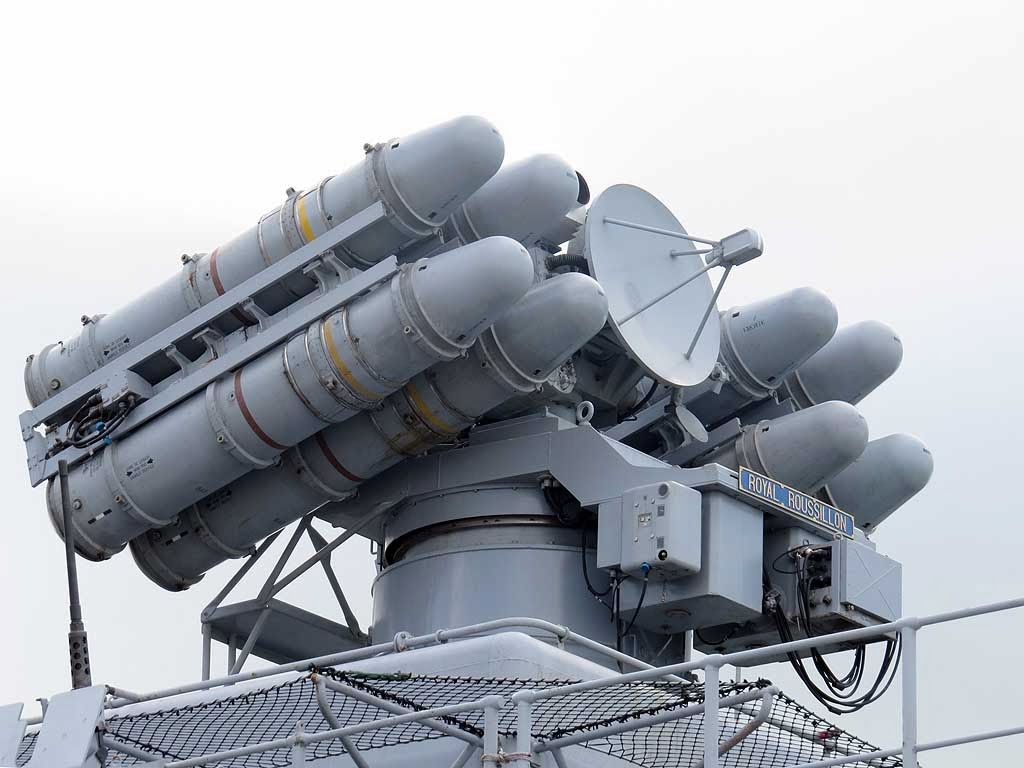
圖維爾級巡防艦上裝備的响尾蛇导弹。

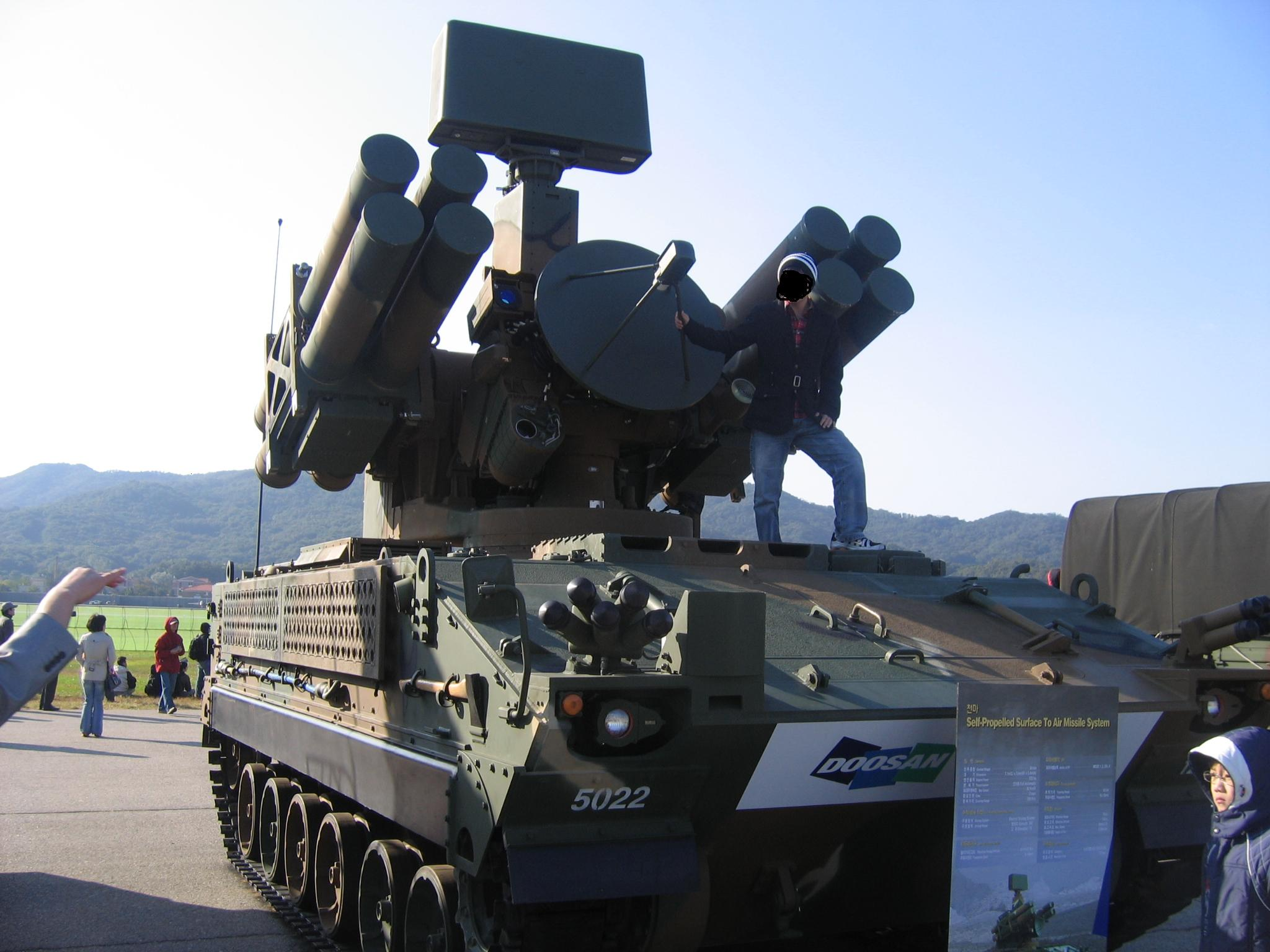
K-SAM天馬座防空飛彈系統。

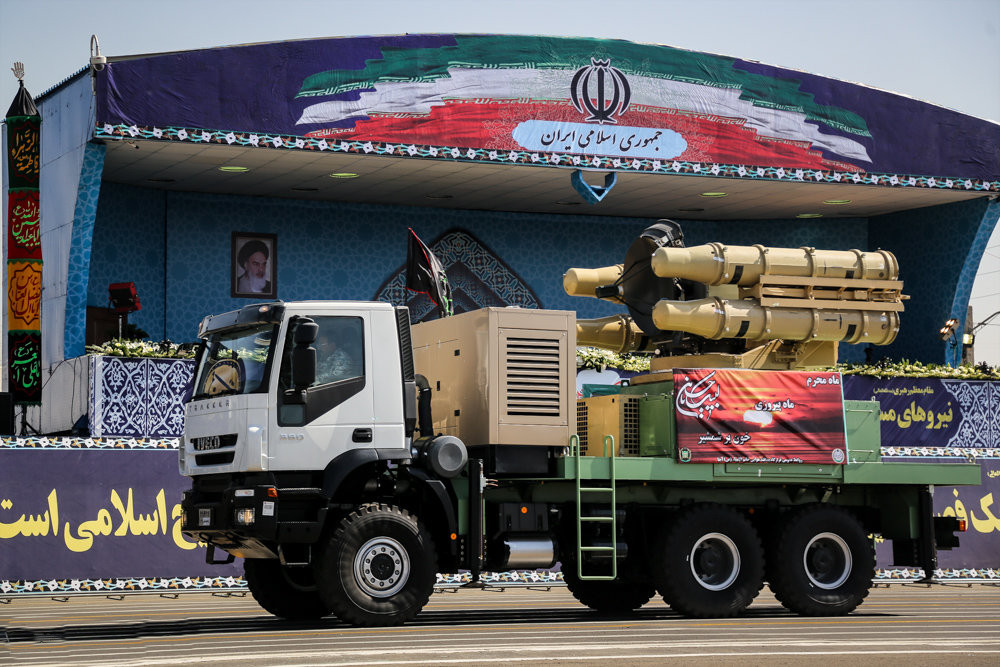
伊朗裝備的亞扎赫拉防空系統。

R440響尾蛇（R440 Crotale）
原始的響尾蛇飛彈系統型號，南非軍方稱作仙人掌（Cactus）。具有陸基及海基型（海響尾蛇）兩種系統。總共銷售了超過330組系統及數千發彈藥，出口給超過15個國家使用。
R460 SICA（Shahine）
湯姆森-CSF為沙烏地阿拉伯開發的一款名為“沙欣”（Shahine）的響尾蛇衍生型號，於1980年投入使用。與原版主要的差異在於沙欣所使用的飛彈載具為AMX-30主力戰車的底盤而非原版的四輪驅動車，以及原來的4聯裝發射器被改裝成了6聯裝。目的是為了讓沙欣的飛彈發射車及雷達車能安全地在戰場上機動，跟上沙軍的裝甲部隊並即時提供防空保護。列裝該型號裝甲車的沙烏地軍防空部隊是在波斯灣戰爭後期，聯合軍進駐並解放科威特的第一批部隊之一，並在《新聞週刊》雜誌廣泛宣傳了該場景的照片。
紅旗-7近程防空飛彈（HQ-7）
紅旗七號是中國人民解放軍的短程防空飛彈，1980年代自法國引進海基型響尾蛇飛彈系統後進行逆向工程仿製，並開發出許多後續改良型號。
亞扎赫拉防空系統（Ya Zahra air defense system）
2013年，伊朗在未取得授權的情況下複製並生產中國解放軍的紅旗七號防空系統，並重新命名為亞扎赫拉防空系統。
「自由號」前線防空系統（“Liberty” Forward Area Air Defense System）
「自由號」前線防空系統是湯姆森-CSF與LTV電子系統聯合為參與美國陸軍前沿區域防空計劃中的視距前線重型防空(LOS-FH)計劃的競標而開發的型號，樣車為R460 SICA型號，以「自由號」名字參與性能測試。
響尾蛇NG（Crotale NG）
新世代型號（法語：Nouvelle Génération），於1990年投入生產並由芬蘭陸軍首先列裝。該型號將發射器、跟蹤雷達和搜索雷達集成在一輛載具中，使用8聯裝發射器及LTV電子系統的新型VT1飛彈，最高速度為3.5馬赫，最大負載為35g，射程11公里、射高6公里，戰鬥部重量13公斤，爆炸殺傷範圍為8公尺。該系統包括S波段都卜勒雷達（20公里）、Ku波段行波管跟踪雷達（30公里）、熱成像儀（19公里）、感光耦合元件相機（15公里）和紅外定位器。90年代初，法軍曾提出將該系統安裝於勒克萊爾主力戰車底盤上，提供野戰機動防空火力來保護移動中的裝甲部隊，但該計劃最終因冷戰結束而流產。該系統不包含載具的成本約為800萬歐元。希臘於1998年亦花費10億法郎採購了11組該型號的響尾蛇飛彈系統，9組用於希臘空軍，2組用於海軍。
響尾蛇三型（Crotale Mk.3）
2008年1月，法國在比斯卡羅斯的CELM飛彈發射測試中心試射了新型響尾蛇三型系統，該系統的最高速度及最大射程皆獲得了提升。2008年1月15日，響尾蛇三型系統的VT1飛彈在11秒內成功攔截了一架在970公尺高、8公里遠飛行的女妖式靶機。隨後，2008年1月31日，該系統在35秒內又成功攔截了另一架在500公尺高、15公里遠飛行的靶機。
K-SAM天馬座（K-SAM Chunma "Pegasus"）
1999年，大韓民國國軍與三星集團、達利斯集團簽訂合同，共同開發命名為“K-SAM天馬座”的韓國改進型響尾蛇 NG系統。該系統裝備了新的傳感器系統，以滿足K-SAM天馬座以及LIG Nex1公司的新型本土飛彈所需的作戰能力。其中電子設備和雷達由三星電子開發。斗山集團將改進後的響尾蛇 NG系統與K200步兵戰車集成為K-SAM天馬座。最初生產了48輛，單價為3.3億歐元。2003年南韓軍再度訂購了第二批66台，單價4.7億歐元。
多重防禦100型（MultiShield 100）
達利斯集團在2007年的巴黎航展上展示了配備新型褐耳鷹（Shikra）雷達的更新版響尾蛇 NG系統。該系統結合了響尾蛇三型系統、VT1飛彈和褐耳鷹多波束搜索雷達，具有150公里的搜索距離。

## 作戰紀錄
響尾蛇飛彈系統在1966～1990年間的南非邊境戰爭中作為南非國防軍裝備參戰。
利比亞在1973年贖罪日戰爭期間部署了一支裝備響尾蛇飛彈系統的防空部隊。另外，據報導在1986年4月14日至15日夜間的黃金峽谷行動中，一架美軍F-111戰鬥轟炸機被利比亞國民軍的響尾蛇系統發射的飛彈擊落。
法國在查德—利比亞衝突期間於查德國民政府領土內部署該系統。1987年9月7日，一架利比亞軍的圖-22轟炸機襲擊阿貝希空軍基地，法軍發射了4枚飛彈將其驅離並成功阻止空軍基地受到空襲。在此衝突期間，法軍也在法國本土部署了該系統，但最終並未投入到戰鬥中。
沙烏地阿拉伯在波斯灣戰爭後期解放科威特首都期間，部署該系統於科威特。
在2022年俄羅斯入侵烏克蘭期間，法國向烏克蘭軍捐贈數組該系統以用於對抗俄羅斯巡弋飛彈。

## 現役使用國家
- 巴林
- 阿联酋
- 埃及：於1976年測試該系統。
- 芬兰：芬蘭國軍將採購的21組響尾蛇 NG系統安裝於XA-181裝甲運兵車上，並命名此自行防空車輛為ITO90M。
- 法國：12組陸基及海基型響尾蛇 NG系統。
- 希腊：空軍使用9組響尾蛇 NG系統，海軍則使用2組海基型。
- 伊朗：亞扎赫拉防空系統。
- 阿曼：響尾蛇 NG系統。
- 巴基斯坦：巴基斯坦空軍。
- 中国：紅旗七號近程防空飛彈。
- 大韓民國：114組K-SAM天馬座。
- 沙烏地阿拉伯：R460 SICA（沙欣）。
- 乌克兰：自法國接收2組響尾蛇 NG系統。[14]

## 藝廊

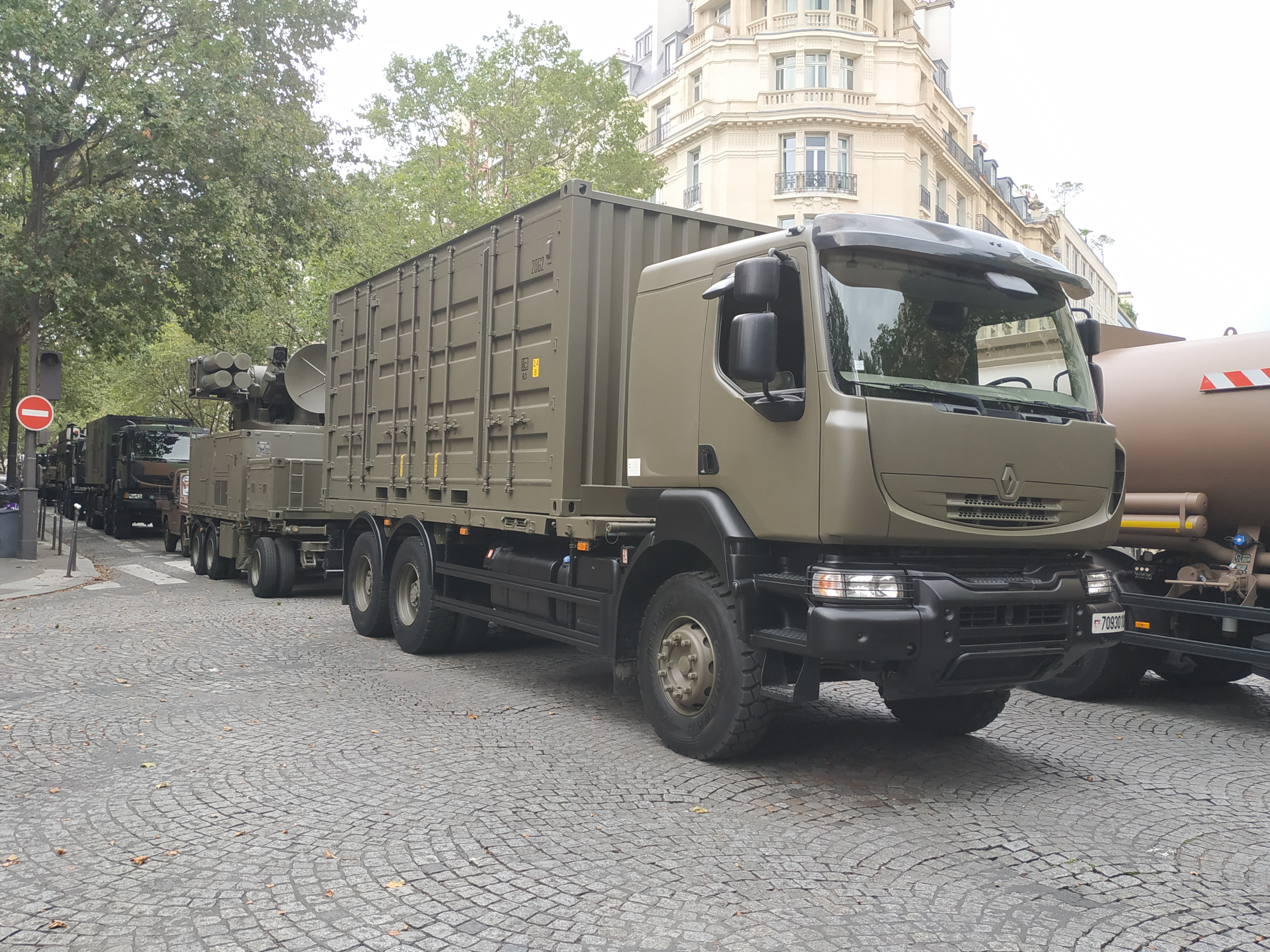
法國空軍的響尾蛇飛彈發射車。
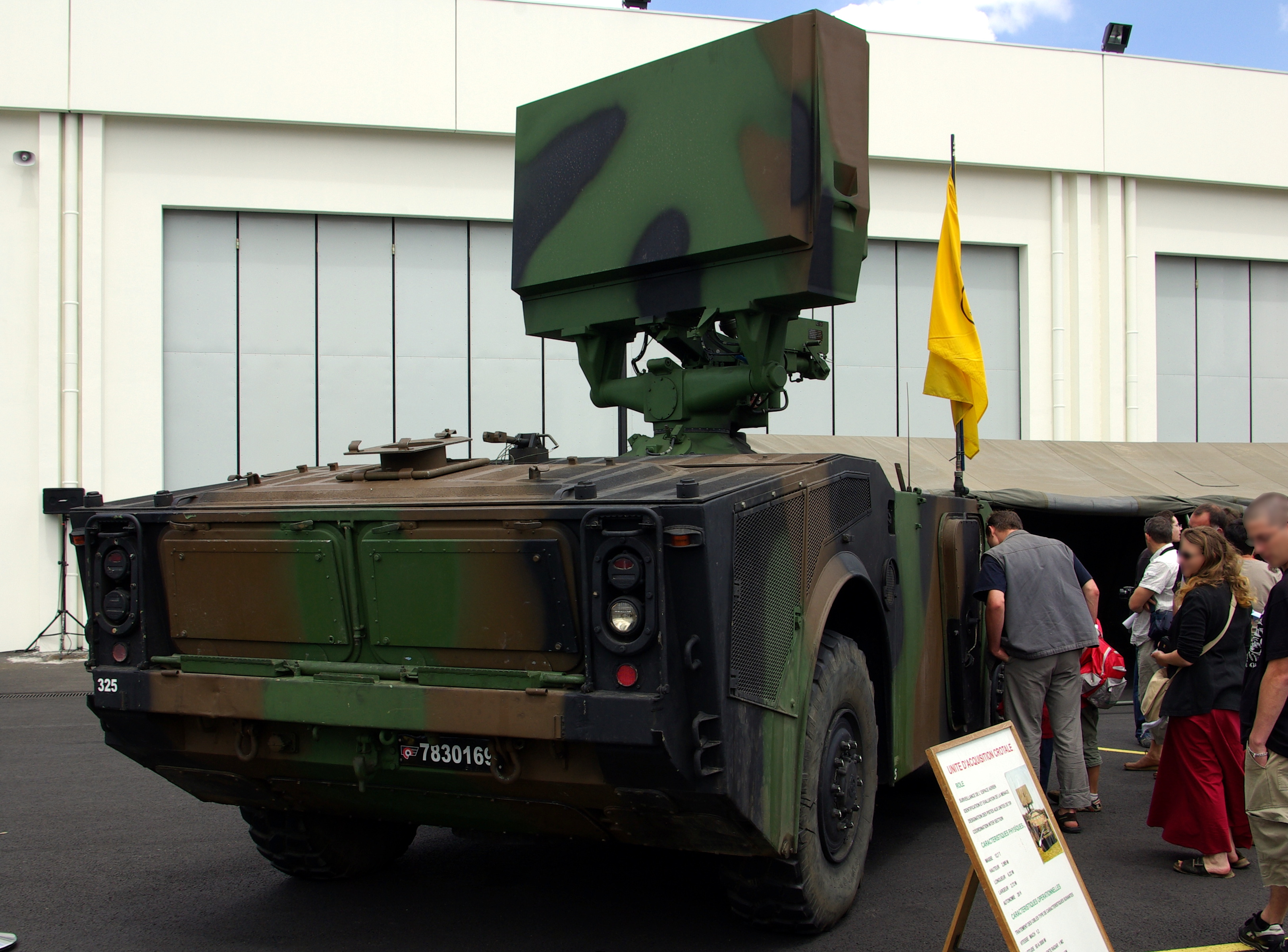
法軍响尾蛇导弹的對空搜索雷達車。
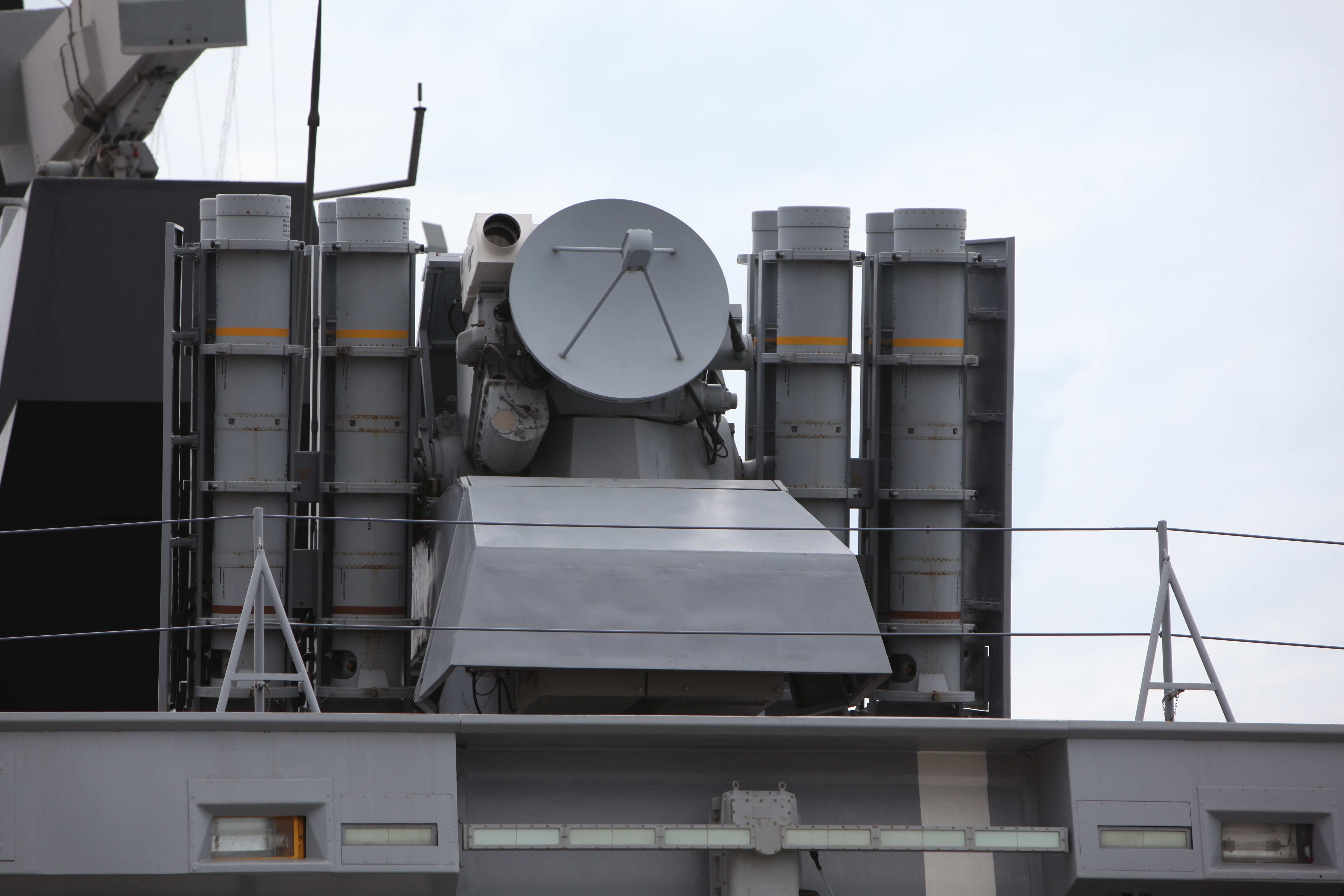
拉法葉級巡防艦上裝備的响尾蛇导弹。
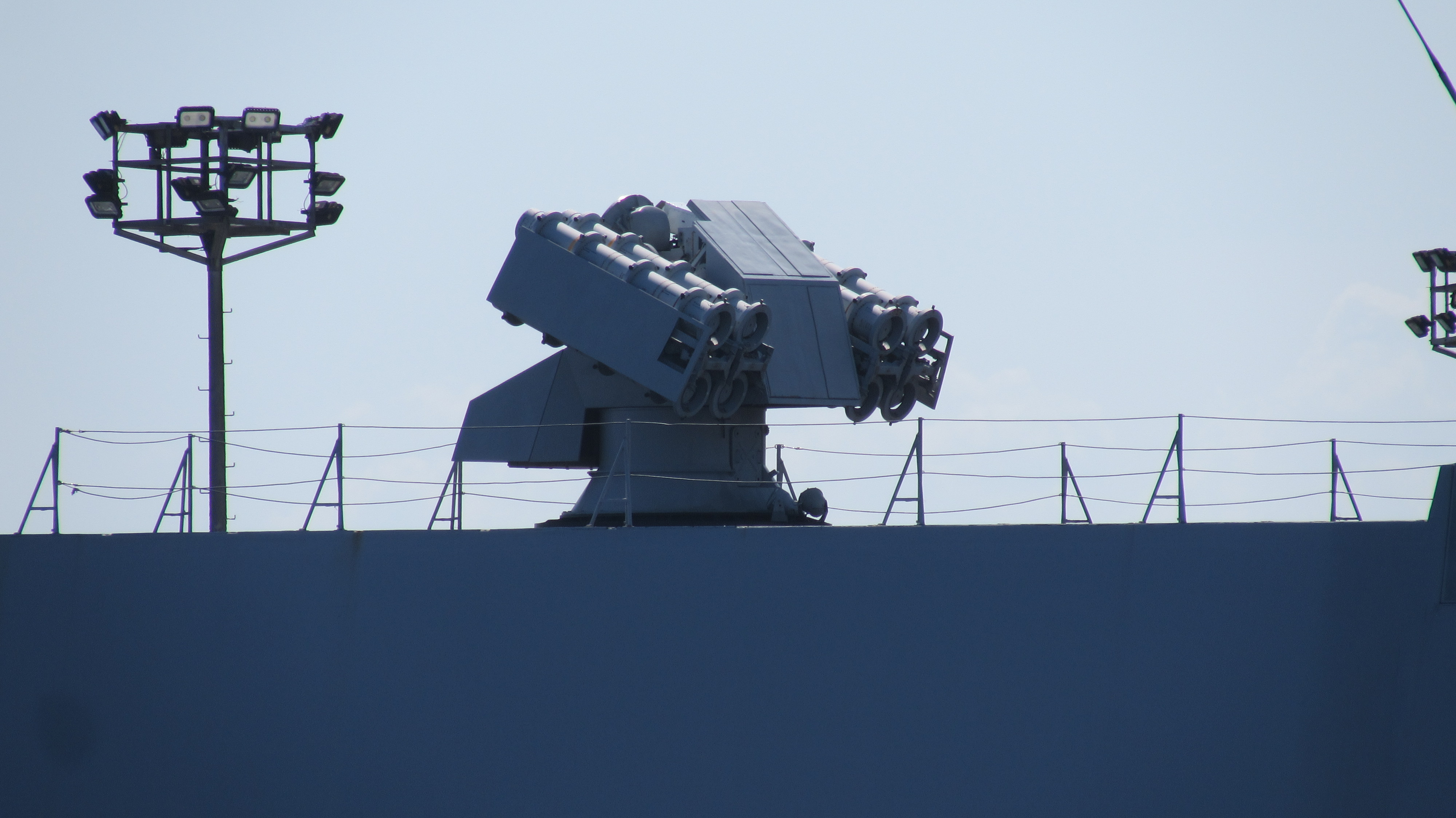
拉法葉級巡防艦上裝備的响尾蛇导弹。
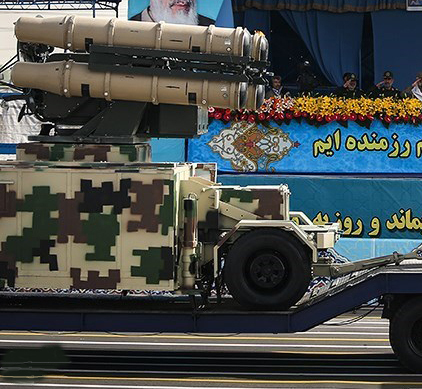
伊朗裝備的亞扎赫拉防空系統。
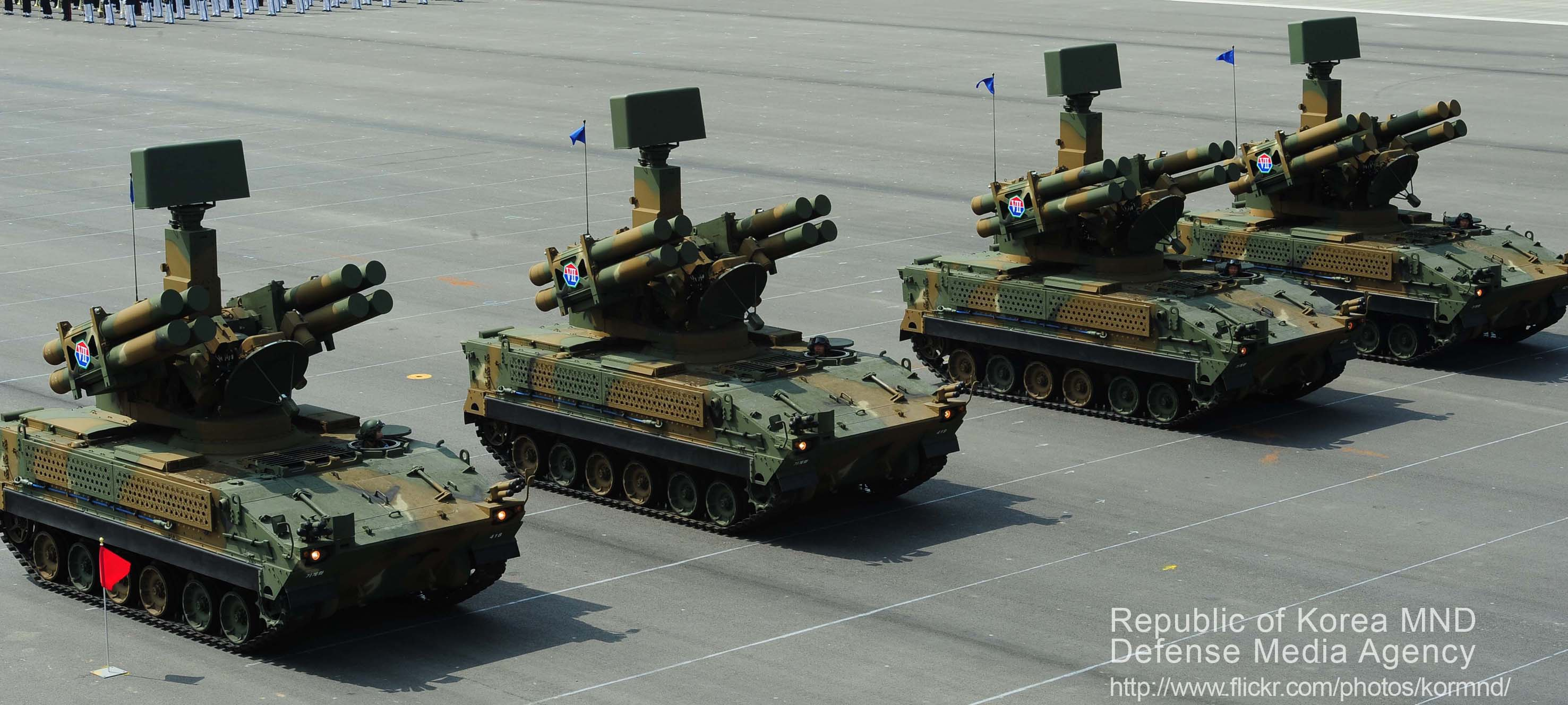
南韓的K-SAM天馬座飛彈系統。
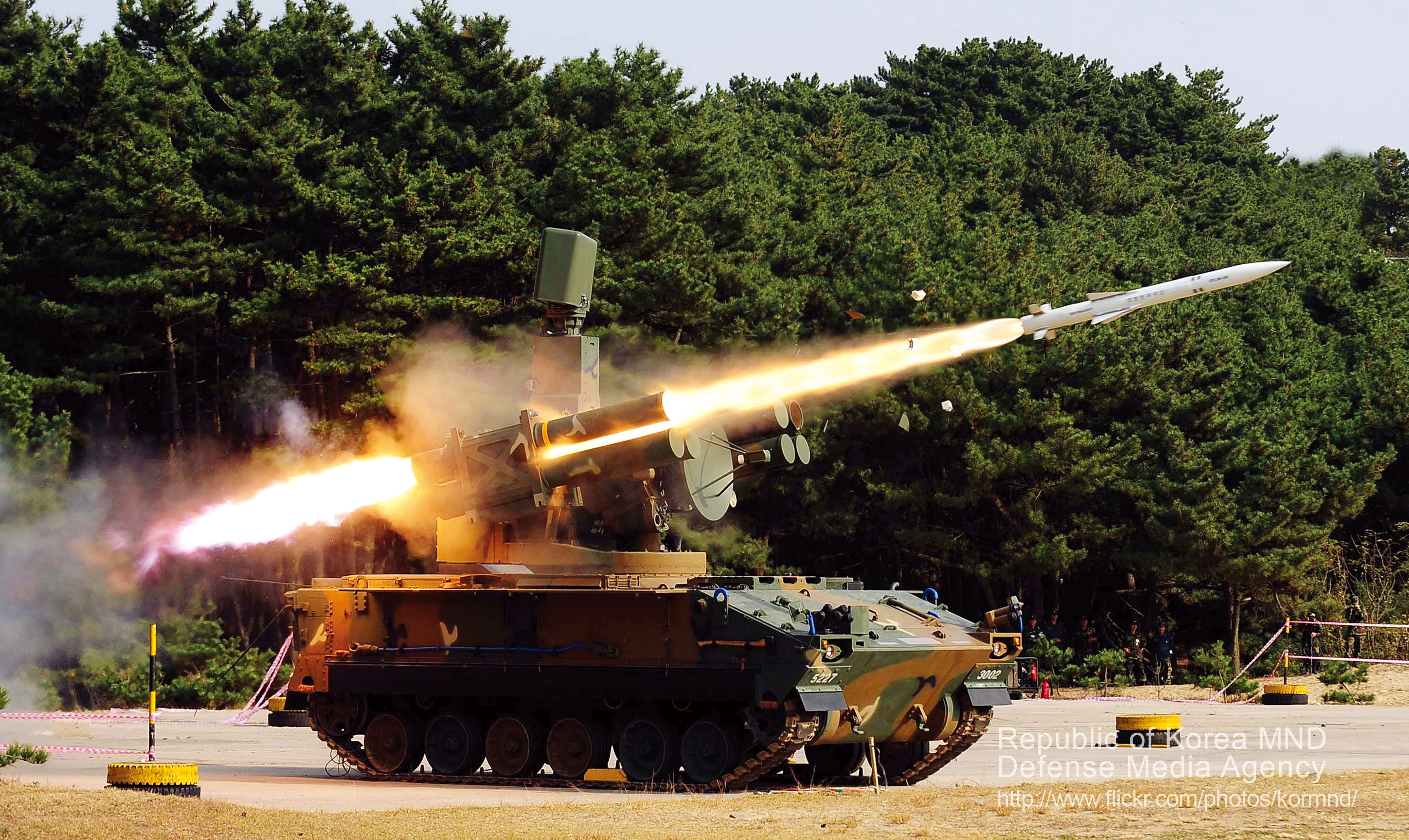
K-SAM天馬座飛彈系統進行實彈射擊。
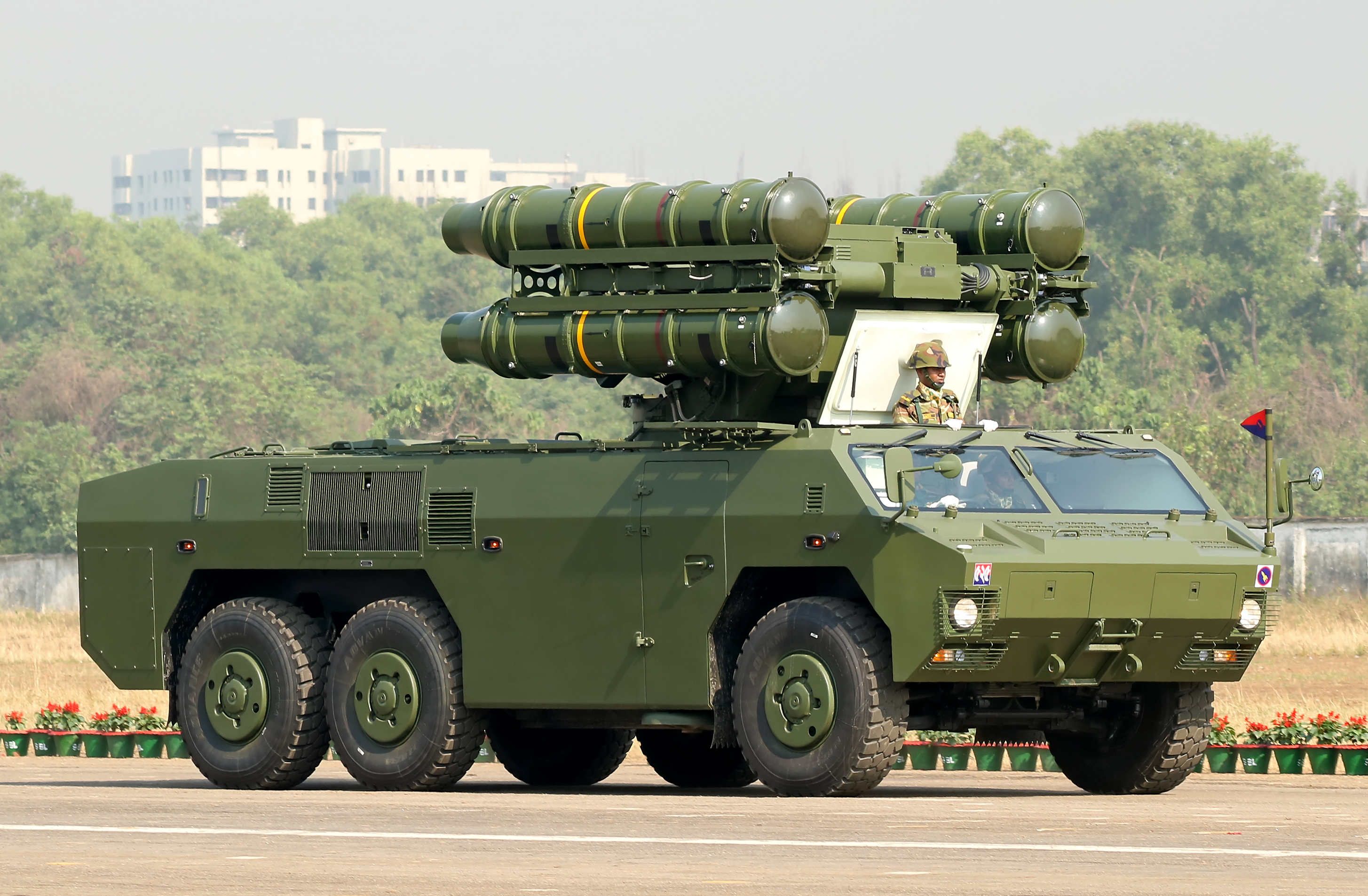
孟加拉陸軍裝備的外銷版紅旗7號B型飛彈系統。
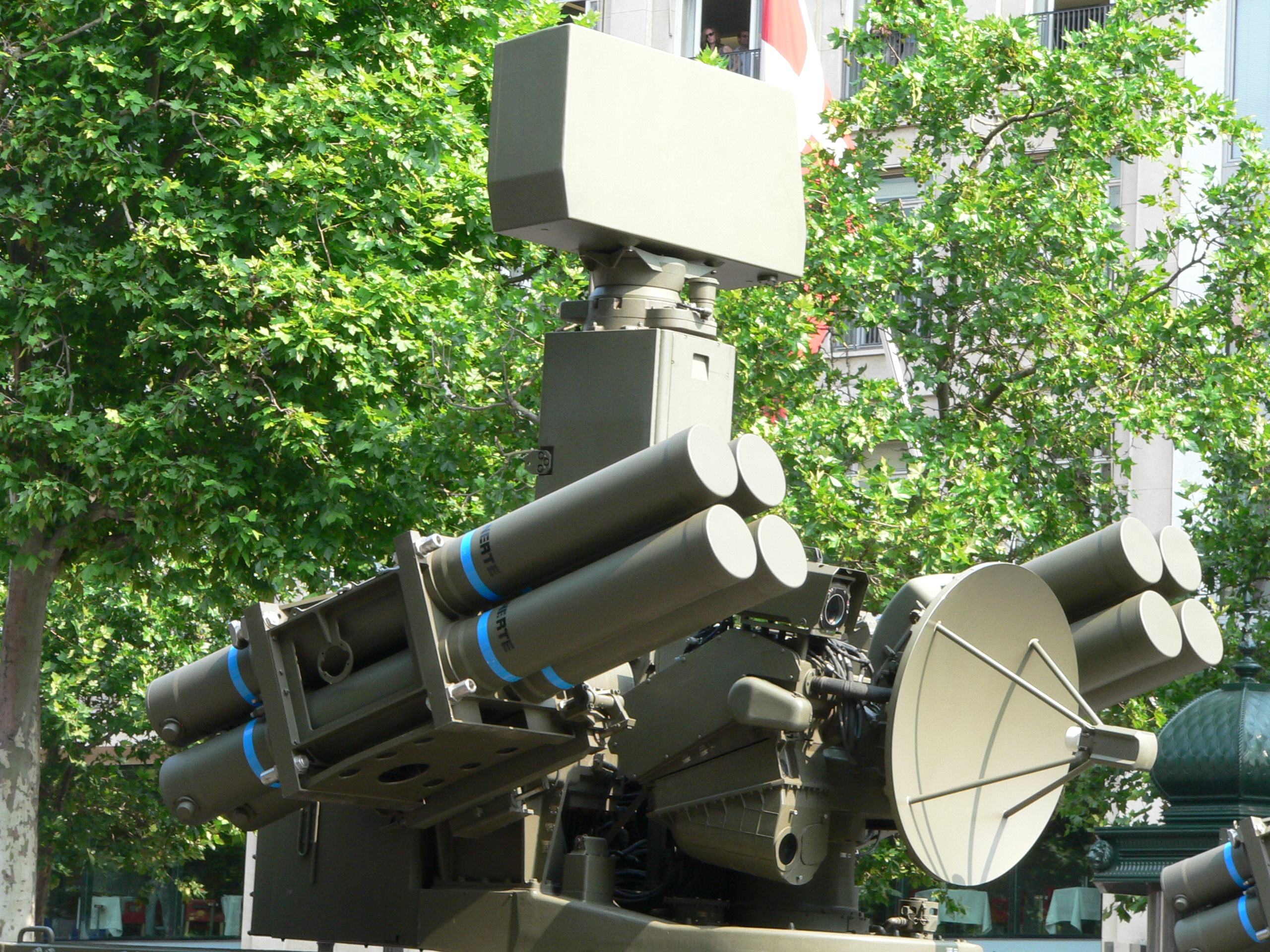
響尾蛇 NG型號飛彈系統及VT1飛彈的近照。
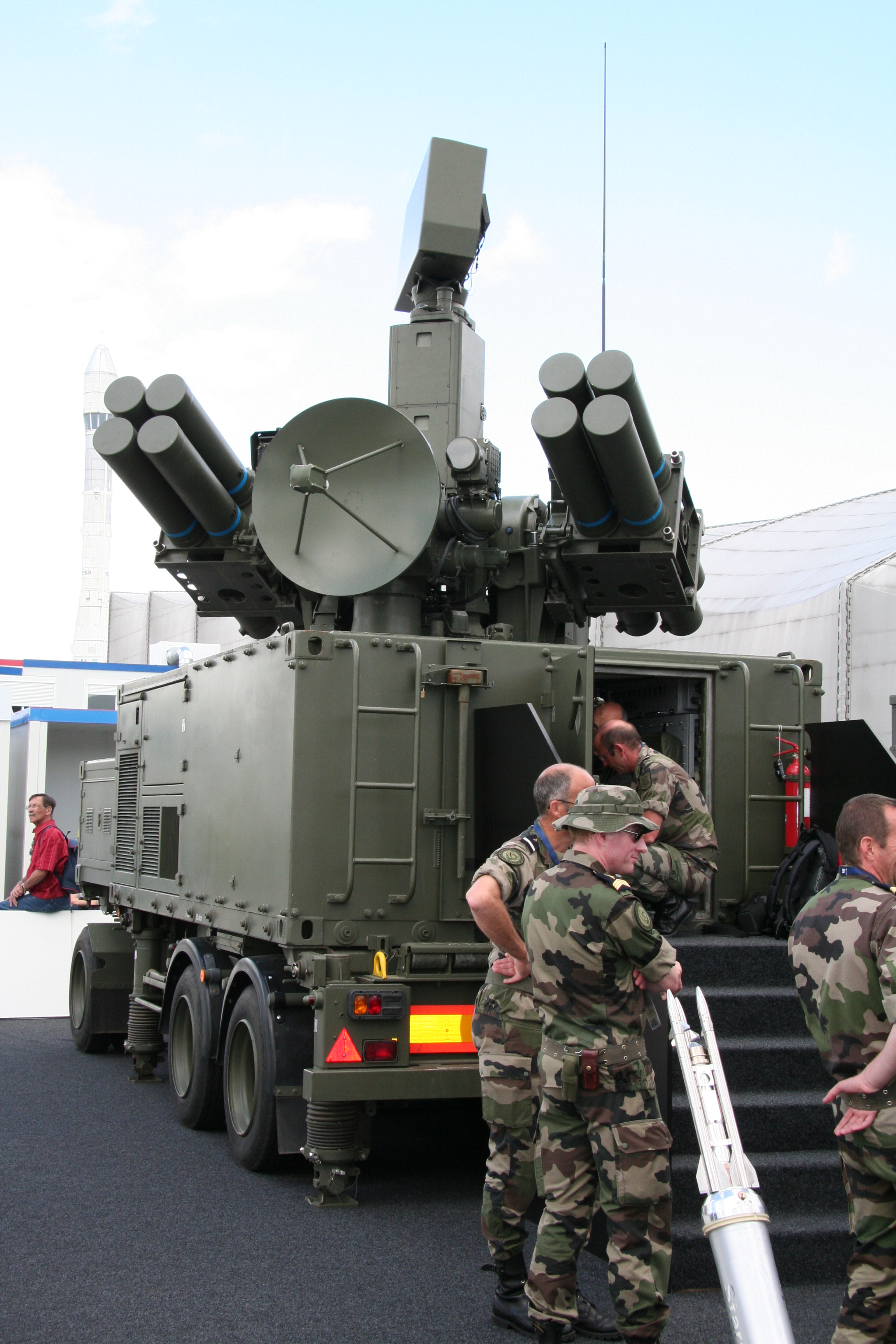
達利斯GS 1000六輪飛彈發射車。

### 引文
1. 1 2 3  Friedman 1997，第396頁.
2. ↑  . www.globalsecurity.org.   [2023-06-26]. （原始内容存档于2022-10-15）.
3. ↑  . Army-Technology.   [27 June 2007]. （原始内容存档于11 July 2007）.
4. ↑   (PDF).   [2023-06-26]. （原始内容 (PDF)存档于2016-02-07） （法语）..
5. ↑   (PDF). June 1988  [2023-06-29]. （原始内容存档 (PDF)于2023-06-29）.
6. ↑  . Army-Technology.   [27 June 2007]. （原始内容存档于11 July 2007）.
7. ↑  .   [26 March 2008]. （原始内容存档于29 March 2008）.
8. ↑  . MarineWeek. （原始内容存档于27 July 2011）.
9. ↑  . eMilitarynews.   [2023-06-26]. （原始内容存档于2020-09-09）.
10. ↑  . articles.janes.com.   [10 February 2012]. （原始内容存档于7 July 2012）.
11. ↑  . Deagel.com.   [27 June 2007]. （原始内容存档于28 September 2007）.
12. ↑   (PDF).   [2007-06-27]. （原始内容 (PDF)存档于30 September 2007）.
13. ↑   (PDF). Thales.   [2007-06-27]. （原始内容 (PDF)存档于17 October 2006）.
14. ↑  .   [2023-06-26]. （原始内容存档于2022-11-20）.

### 書目
- （英文）Friedman, Norman. . US Naval Inst Pr. 1997. ISBN 1-55750-268-4.